# Tu scendi dalle stelle (serie televisiva)
Tu scendi dalle stelle è una serie per ragazzi mandata in onda dal 15 settembre 2008 al 21 dicembre 2010.

## Trama
Narra di 5 ragazzi che hanno un sogno. Dove incontreranno l'amore, l'odio e l'amicizia.

## Episodi
| Stagione         | Episodi | Prima TV Italia |
| ---------------- | ------- | --------------- |
| Prima stagione   | 10      | 2008            |
| Seconda stagione | 10      | 2008            |
| Terza stagione   | 10      | 2009            |
| Quarta stagione  | 10      | 2009            |
| Quinta stagione  | 10      | 2010            |
| Sesta stagione   | 10      | 2010            |